# 冯纪新
冯纪新（1915年—2005年），男，汉族，安徽金寨人。中華人民共和國政治人物。

## 生平
冯纪新早年參加學生運動，后趕赴蘇中戰場，擔任皖东省委组织部干部科科长、定和縣委書記兼新四军18团政委等職位。1945年，出任中共嫩江省組織部長。
中華人民共和國成立后，擔任中共黑龍江省委書記處書記、中共江蘇省委常委、江苏省人民委员会副省長、第八機械工业部副部長等職。1977年，擔任中共甘肅省委第一書記、中顧委委員等職。